# Keep Swingin'
Keep Swingin' — дебютний студійний альбом американського джазового тромбоніста Джуліана Прістера, випущений у 1960 році лейблом Riverside.

## Опис
Тромбоніст Джуліан Прістер звучить, наче знаходиться під впливом Дж. Дж. Джонсона на своїй дебютній сесія як соліста на лейблі Riverside. Репертуар альбому складається з чотирьох власних композицій Прістера, однієї Джиммі Гіта (який зіграв на тенор-саксофоні на п'яти композиціях, доповнивши гурт як квінтет) і баритон-саксофоніста Чарльза Девіса, і два стандарти. Гра Прістера виділяється на спокійній «Once in a While», а також грає динамічний хард-боп з піаністом Томмі Фленаганом, басистом Семом Джонсом, ударником Елвіном Джонсом та іноді з Гітом на цій свінговій, сучасній і мейнстримній сесії.

## Список композицій
1. «24-Hour Leave» (Джиммі Гіт) — 7:00
2. «The End» (Джуліан Прістер) — 3:48
3. «1239A» (Чарльз Девіс) — 3:03
4. «Just Friends» (Джон Кленнер, Сем М. Льюїс) — 3:47
5. «Bob T's Blues» (Джуліан Прістер) — 3:57
6. «Under the Surface» (Джуліан Прістер) — 4:21
7. «Once in a While» (Бад Грін, Майкл Едвардс) — 5:18
8. «Julian's Tune» (Джуліан Прістер) — 4:16

## Учасники запису
- Джуліан Прістер — тромбон
- Джиммі Гіт — тенор-саксофон (1, 2, 4, 6, 7)
- Томмі Фленаган — фортепіано
- Сем Джонс — контрабас
- Елвін Джонс — ударні

Технічний персонал
- Оррін Кіпньюз — продюсер
- Джек Хіггінс — інженер [запис]
- Гарріс Левайн, Кен Брейрен, Пол Бейкон — дизайн [обкладинка]
- Лоуренс Н. Шустак — фотографія [обкладинка]